# Tussen de raderen
Tussen de raderen is een hoorspel van Donald Bull. De NCRV zond het uit op maandag 27 februari 1978, van 22:22 uur tot 23:00 uur. De vertaling was van Johan van Nieuwenhuizen, de regisseur was Ab van Eyk.

## Rolbezetting
- Lou Landré (Loden)
- Cees van Ooyen (Paxton)
- Frans Somers (Miller)
- Hans Karsenbarg (Beery)

## Inhoud
Het is rond middernacht wanneer president-directeur Loden in zijn doodstille kantoor het laatste memo opstelt voor zijn secretaresse. Het wereldconcern dat hij eigenhandig heeft opgebouwd staat op instorten en hij heeft besloten met enig ceremonieel een gepast einde aan zijn leven te maken: een dure fles Armagnac staat voor hem op z’n bureau, met daarnaast een klein flesje waarvan de inhoud hem straks voorgoed in rooskleurige vergetelheid zal dompelen. Maar als precies op dat moment een met een revolver gewapende man dreigend zijn kantoor binnendringt, krijgen de gebeurtenissen onverwacht een heel ander verloop…